# Julien Darui
Julien Darui (16 de fevereiro de 1916 - 13 de dezembro de 1987) foi um futebolista francês nascido no Luxemburgo.
Ele competiu na Copa do Mundo FIFA de 1938, sediada na França. É o único luxemburguês a ter disputado uma Copa.